# Мойше-Лейб Гальперн
Мойше-Лейб Хальперн (нар. 2 січня 1886, Золочів, Королівство Галичини та Володимирії, Долитавщина, Австро-Угорщина — пом. 31 серпня 1932, Нью-Йорк, Нью-Йорк, США) — єврейський поет, який писав мовою їдиш.

## Біографія
Народився в Золочові. У 1908 році переїхав до США, з 1910 року був пов'язаний з Нью-Йоркською літературною групою Ді-Юнг. Однією з постійних тем його творчості було відчуження особистості в мегаполісному середовищі Нью-Йорка, часто характерне для долі єврейського емігранта. Екзистенціальна рефлексія часто супроводжується їдким сарказмом і сюрреалістичними видінням. 
Опублікував поетичні збірки In New York (1919) і Di golden pawe (1924). Решта його творів були опубліковані у двох томах Mojsze Lejb Halpern (1934). Польські переклади його творів публікувалися в антологіях єврейської поезії 1980 і 1983 років.